# هامادا (شيمانه)
مدينة هامادا (بالإنجليزية: Hamada)‏ هي أحد المدن التابعة لمحافظة شيمانه. تأسست رسميًا في 01/10/2005. ويقدر عدد سكانها بـ 61325 نسمة حسب تقدير مكتب الإحصاء الياباني لعام 2012. تبلغ مساحة هامادا 689.6 كم2. بكثافة سكانية تبلغ 88.9 نسمة/كم2.

## المناخ
يظهر الجدول التالي التغييرات المناخية على مدار السنة لهامادا:
| البيانات المناخية لـهامادا        | البيانات المناخية لـهامادا | البيانات المناخية لـهامادا | البيانات المناخية لـهامادا | البيانات المناخية لـهامادا | البيانات المناخية لـهامادا | البيانات المناخية لـهامادا | البيانات المناخية لـهامادا | البيانات المناخية لـهامادا | البيانات المناخية لـهامادا | البيانات المناخية لـهامادا | البيانات المناخية لـهامادا | البيانات المناخية لـهامادا | البيانات المناخية لـهامادا |
| الشهر                             | يناير                      | فبراير                     | مارس                       | أبريل                      | مايو                       | يونيو                      | يوليو                      | أغسطس                      | سبتمبر                     | أكتوبر                     | نوفمبر                     | ديسمبر                     | المعدل السنوي              |
| --------------------------------- | -------------------------- | -------------------------- | -------------------------- | -------------------------- | -------------------------- | -------------------------- | -------------------------- | -------------------------- | -------------------------- | -------------------------- | -------------------------- | -------------------------- | -------------------------- |
| متوسط درجة الحرارة الكبرى °م (°ف) | 8.5 (47.3)                 | 8.9 (48.0)                 | 12.2 (54.0)                | 17.5 (63.5)                | 21.4 (70.5)                | 24.4 (75.9)                | 28.5 (83.3)                | 30.2 (86.4)                | 26.3 (79.3)                | 21.4 (70.5)                | 16.6 (61.9)                | 11.5 (52.7)                | 19.0 (66.1)                |
| المتوسط اليومي °م (°ف)            | 5.5 (41.9)                 | 5.5 (41.9)                 | 8.0 (46.4)                 | 13.0 (55.4)                | 17.0 (62.6)                | 20.7 (69.3)                | 25.1 (77.2)                | 26.3 (79.3)                | 22.2 (72.0)                | 16.8 (62.2)                | 12.4 (54.3)                | 8.2 (46.8)                 | 15.1 (59.1)                |
| متوسط درجة الحرارة الصغرى °م (°ف) | 2.3 (36.1)                 | 2.1 (35.8)                 | 3.8 (38.8)                 | 8.3 (46.9)                 | 12.7 (54.9)                | 17.2 (63.0)                | 22.0 (71.6)                | 22.8 (73.0)                | 18.6 (65.5)                | 12.7 (54.9)                | 8.5 (47.3)                 | 4.8 (40.6)                 | 11.3 (52.4)                |
| الهطول مم (إنش)                   | 109.9 (4.33)               | 91.0 (3.58)                | 113.4 (4.46)               | 130.5 (5.14)               | 135.4 (5.33)               | 200.3 (7.89)               | 264.3 (10.41)              | 131.7 (5.19)               | 208.5 (8.21)               | 123.0 (4.84)               | 111.2 (4.38)               | 111.5 (4.39)               | 1٬730٫7 (68.15)            |
| متوسط تساقط الثلوج سم (إنش)       | 12 (4.7)                   | 10 (3.9)                   | 2 (0.8)                    | 0 (0)                      | 0 (0)                      | 0 (0)                      | 0 (0)                      | 0 (0)                      | 0 (0)                      | 0 (0)                      | 0 (0)                      | 3 (1.2)                    | 27 (10.6)                  |
| متوسط الرطوبة النسبية (%)         | 65                         | 67                         | 68                         | 71                         | 74                         | 80                         | 82                         | 78                         | 79                         | 74                         | 69                         | 64                         | 73                         |
| ساعات سطوع الشمس الشهرية          | 59.5                       | 78.7                       | 148.2                      | 178.4                      | 205.2                      | 164.2                      | 184.7                      | 220.4                      | 163.6                      | 166.8                      | 111.4                      | 73.2                       | 1٬754٫3                    |
| المصدر: NOAA (1961-1990)          |                            |                            |                            |                            |                            |                            |                            |                            |                            |                            |                            |                            |                            |

## توأمة
لهامادا (شيمانه) اتفاقيات توأمة مع كل من:
- شيزويشان
- بوهانغ